# Rhynchospora rosemariana
Rhynchospora rosemariana är en halvgräsart som beskrevs av David Alan Simpson. Rhynchospora rosemariana ingår i släktet småag, och familjen halvgräs. Inga underarter finns listade i Catalogue of Life.